# Кривая (Тверская область)
 Кривая  — поселок в Жарковском муниципальном округе Тверской области.

## География
Находится в юго-западной части Тверской области на расстоянии приблизительно 3 км по прямой на юг по прямой от районного центра поселка Жарковский.

## История
На карте 1927 года здесь поселок еще не был отмечен. После Великой Отечественной войны действовал Барсуковский лесопункт. В Кривой велась погрузка леса. До 2022 года поселок входил в состав ныне упразднённого городского поселения посёлок Жарковский.

## Население
Численность населения: 287 человек в 2010.